# Nicky Cruz
Nicky Cruz (San Juan (Puerto Rico), 6 december 1938) is een Amerikaanse evangelist.
Zijn ouders hielden zich bezig met hekserij. Hij groeide op in Puerto Rico in een liefdeloze omgeving, waarin pesterijen aan de orde van de dag waren. Zo vertelde hij dat hij eens in zijn jeugd een kind zag lopen met twee flessen cola. Hij pakte een fles van het kind af en had extra veel plezier toen het kind van schrik de andere fles liet vallen. In zijn jonge jeugd werd hij zelf al eens bedreigd door straatbendes. Uit die haat zou hij ooit ook zo willen worden.
In 1953 ging Cruz naar New York waar hij bij zijn oudere broer zou gaan wonen. Hij kwam al gauw in contact met de straatbendes van New York - groepen jongeren die niets en niemand ontzien. Hij sloot zich aan bij een groep met de naam Mau Maus, een van de meest gevreesde bendes. In 1956 was hij de leider van de bende. Nicky was een bloeddorstig persoon die voor niemand bang was, maar diep vanbinnen stelde hij zichzelf vele vragen.
Cruz kwam veel met drugs in aanraking, maar gebruikte ze zelf nooit.
In 1958 ontmoette hij de jonge predikant David Wilkerson. Wilkerson was een man die zich naïef en onzeker gedroeg, maar die zich toch door God geroepen voelde om iets voor de straatbendes te doen. Hij was in New York naar een rechtszaak gegaan - waarbij zeven tieners werden verdacht van een moord - om de rechter en de verdachten te spreken te krijgen. Dat mislukte, maar hij had wel de aandacht van de persfotografen getrokken. Dankzij de foto in de krant werd hij door de straatbendes beschouwd als iemand die een vijand van de politie was, dus een van hen.
Wilkerson organiseerde een godsdienstoefening waarbij hij de Mau Maus uitnodigde. De bendeleden kwamen, met de bedoeling Wilkerson voor gek te zetten. Wilkerson vroeg Cruz en een paar anderen voor de collecte te zorgen. Na de inzameling zouden de collectanten het podium oplopen om het collectegeld aan Wilkerson te geven. Daarbij kwamen ze vlak langs de buitendeur - een ideale kans om er met de buit vandoor te gaan. Op dat moment knapte er iets in Cruz, hij besefte dat Wilkerson het volste vertrouwen in hem had, en hij bracht het collectegeld op het podium.
Cruz en een aantal andere bendeleden bekeerden zich tot het christendom. Ze leverden hun wapens bij de politie in. Cruz ging theologie studeren en werd een veelgevraagde spreker in binnen- en buitenland.
Over de geschiedenis van Cruz is een musical geschreven door Johan Scholtens en William Higgins, en hij heeft een autobiografie geschreven: Ik zal nooit meer huilen (oorspronkelijke titel: Run Baby run).